# Liste des évêques d'Astorga

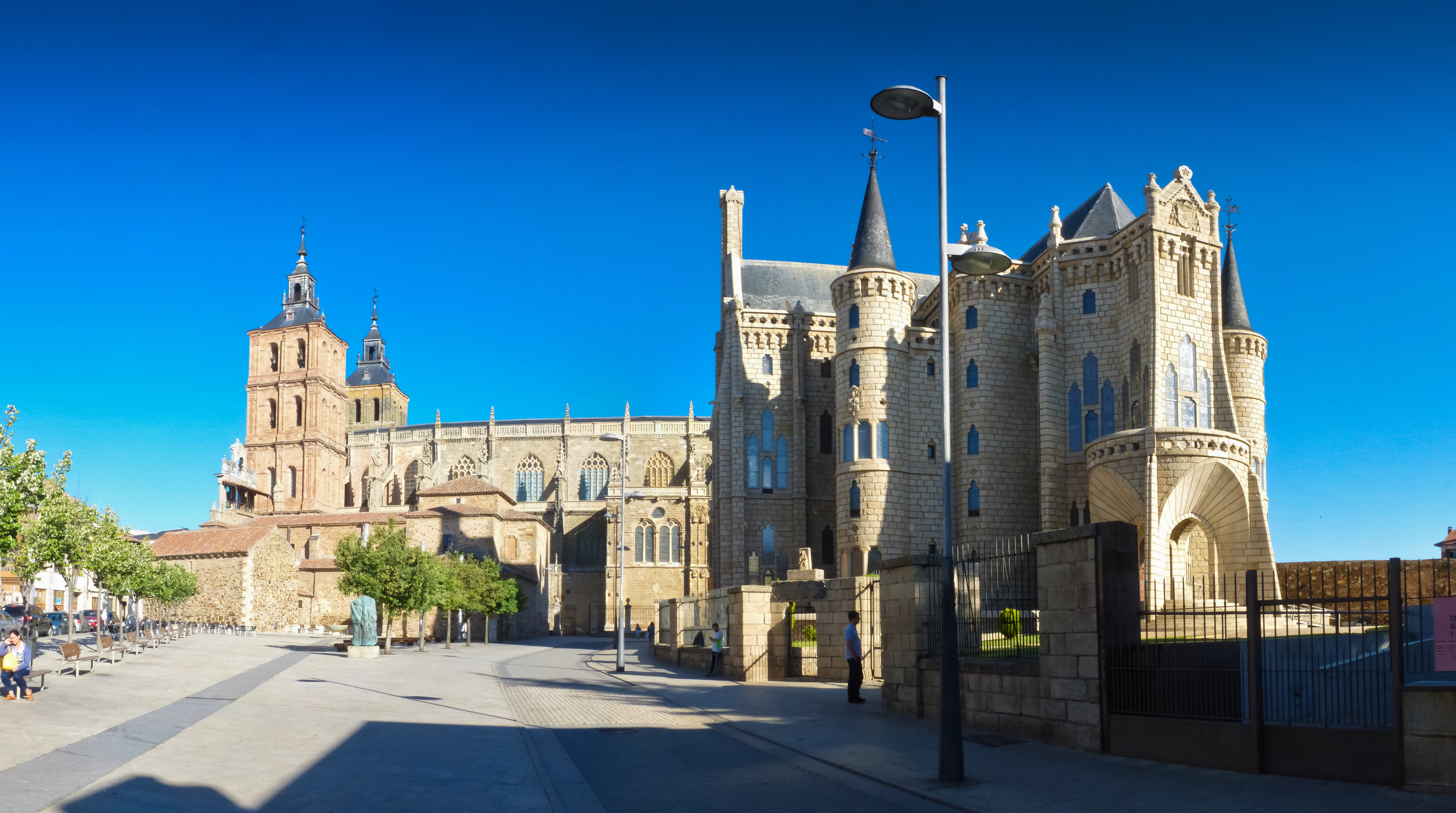
Cathédrale et palais épiscopal d'Astorga.

Liste des évêques d'Astorga (Espagne) de 249 à aujourd'hui :

## Liste des évêques d'Astorga
- Basilides : 249-251
- Sabino : 254-?
- Decencio : ?
- Domiciano : 340
- Simposio : 380-?
- Dictino : 400-?
- Comasio : ca. 420-?
- Toribio : 444-460
- Timoteo : 561
- Polemio : 568-585
- Talasio : 588-ca. 589
- Concordio : 630-636
- Oscando : 637-?
- Candidato : 645-653
- Elpidio : 653-ca. 656
- Isidoro :670-680
- Aurelio : 681-693
- Indisclo : 853-879
- Ranulfo : 880-908
- Genadio : 909-919
- Fortis : 920-931
- Salomon : 932-951
- Odoario : 952-962
- Notario : 962-972
- Novidio : 967-972
- Gonzalo : 972-992
- Jimeno : 992-1028
- Pedro : 1029-1034
- Sampiro : 1034-1041
- Pedro Gundulfiz : 1041-1051
- Diego : 1051-1061
- Ordoño : 1061-1066
- Pedro Núñez : 1066-1082
- Osmundo : 1082-1098
- Pelayo : 1098-1121
- Alon : 1122-1131
- Roberto : 1131-1138
- Jimeno Eriz : 1138-1141
- Amadeo : 1141-1143
- Arnaldo : 1144-1152
- Pedro Cristiano : 1153-1156
- Fernando « El Viejo » : 1156-1172
- Arnaldo : 1173-1177
- Vacant : 1177-1190
- Lope Andrés : 1190-1205
- Pedro Andrés : 1205-1226
- Nuño : 1226-1241
- Pedro Fernández : 1241-1265
- Hernán « El Alemán » : 1266-1272
- Melenio Pérez : 1273-1284
- Martín González I. : 1285-1286
- Martín González II. : 1286-1301
- Alfonso Martínez : 1301-1314
- Juan Alfonso : 1315-1326
- Bartolomé Martínez : 1326-1331
- Fernando Ibáñez : 1332-1333
- Pedro Alfonso : 1333-1342
- Pedro de Pedroche : 1342-1346
- Nuño de Fuentes : 1346-1349
- Rodrigo de Lara : 1349-1358
- Fernando de San Marcelo : 1358-1370
- Alonso de Toro : 1370-1382
- Juan Alfonso de Mayorga : 1382-1389
- Fernando de Astorga : 1389-1390
- Pedro Martínez de Teza : 1390
- Pascual García : 1390-1393 (aussi évêque d'Ourense)
- Alfonso Rodríguez (Gutiérrez) : 1393-1412
- Pedro da Fonseca : 1414-1418
- Gonzalo de Santa María : 1419-1423 (aussi évêque de Plasencia)
- Sancho de Rojas : 1423-1440
- Alvaro Pérez Osorio : 1440-1463
- García Alvarez de Toledo : 1463-1488 (aussi évêque de Badajoz)
- Bernardino López de Carvajal : 1488-1489
- Juan Ruiz de Medina : 1489-1493 (aussi évêque de Badajoz)
- Diego Meléndez Valdés : 1493-1494 (aussi évêque de Salamanque et Zamora)
- Juan de Castilla : 1494-1498 (aussi évêque de Salamanque)
- Diego Ramirez Villaescusa : 1498-1500 (aussi évêque de Malaga)
- Francisco Desprats : 1500
- Sancho Pérez Rodríguez de Acebes : 1500-1515
- Alvaro Osorio, O.P. : 1515-1539
- Esteban Almeida : 1539-1542 (aussi évêque de León)
- Diego Alava Esquivel : 1543-1548 (aussi évêque de Avila)
- Pedro Acuña Avellaneda : 1548-1555 (aussi évêque de Salamanque)
- Diego Sarmiento Sotomayor : 1555-1571
- Francisco Sarmiento Mendoza : 1574-1580 (aussi évêque de Jaén)
- Alfonso Delgado : 1580-1583
- Antonio Torres : 1584-1588
- Juan Zuazola : 1589-1590
- Pedro Rojas Henríques, O.S.A. : 1591-1595 (aussi évêque de Osma)
- Antonio de Cáceres, O.P. : 1595-1615
- Alfonso Mesía de Tovar : 1616-1636
- Luis García Rodríguez : 1637-1638
- Diego Salcedo Benacos : 1639-1644
- Bernardo Atayde de Lima Perera : 1644-1654 (aussi évêque de Avila)
- Nicolás de Madrid : 1654-1660 (aussi évêque de Osma)
- Juan Vallejo : 1660-1661
- Nicolás Rodríguez Hermosino : 1662-1669
- Matías Moratinos Santos : 1669-1672 (aussi évêque de Ségovie)
- Rodrigo de Mandía y de Parga : 1672-1674 (aussi évêque de Almeria)
- Diego de Silva y Pacheco : 1675-1677 (aussi évêque de Guadix)
- Francisco Aguado : 1677-1688
- Antonio de Brizuela y Salamanca : 1688-1693
- Antonio de Sanjurjo : 1693-1707
- José Patricio Navarro : 1707-1723
- Crisóstomo Vargas, O. Cist. : 1723-1728
- José Francisco Bermúdez Mandía : 1728-1736
- Pedro Cáceres Casado : 1738-1747
- Matías Escalzo Acedo : 1748-1749
- Francisco Javier Sánchez Cabezón : 1750-1767
- Juan Manuel Merino Lumbreras : 1767-1782
- Antonio Andrés López Arroyo, O.F.M. : 1783-1787
- Manuel Abad Lasierra : 1787-1791
- Francisco Isidoro Gutiérrez Vigil : 1791-1805
- Manuel Vicente Martínez Jiménez : 1806-1816 (aussi archevêque de Saragosse)
- Santiago Bencomo y Rodríguez : 1817-1818
- Guillermo Martínez Riaguas : 1819-1824
- Manuel Bernardo Morete Bodelón : 1825-1828
- Leonardo Santander Villavicencio : 1828-1832
- Félix Torres Amat : 1833-1847
- Juan Nepomuceno Cascallana Ordóñez : 1850-1851 (aussi évêque de Malaga)
- Benito Forcelledo Tuero : 1852-1858
- Fernando Argüelles Miranda : 1858-1870
- Mariano Brezmes Arredondo : 1875-1885
- Juan Bautista Grau y Vallespinos : 1886-1893
- Vicente Alonso y Salgado, Sch. P. : 1894-1903 (aussi évêque de Cartagène)
- Mariano Cidad y Olmos : 1903-1903
- Julián Miranda y Ristuer : 1903-1904 (aussi évêque de Ségovie)
- Julián de Diego y García Alcolea : 1904-1913 (aussi évêque de Salamanca)
- Antonio Senso Lázaro : 1913-1941
- Jesús Mérida Pérez : 1943-1956
- José Castelltort Subeyre : 1956-1960
- Marcelo González Martín : 1960-1966 (aussi évêque coadjuteur de Barcelone)
- Antonio Briva Mirabent : 1967-1994
- Camilo Lorenzo Iglesias : 1995-2015
- Juan Antonio Menéndez Fernández : 2015 - 2019
- Jesús Fernández González (es) : 2020 - 2025

## Source
- (es) ww.astorga.com Liste des évêques d'Astorga